# Franz Joseph Gall
Pour les articles homonymes, voir Gall.
Ne doit pas être confondu avec France Gall.

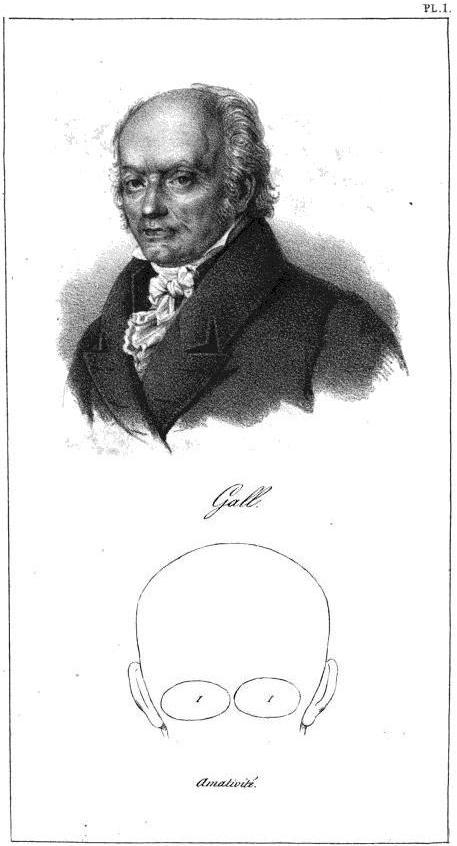
Planche d'un traité de phrénologie (1837) présentant Gall et la localisation de l'« amativité » sur son crâne.

Franz Joseph Gall ou Jean-Joseph Gall (9 mars 1758, Tiefenbronn - 22 août 1828, Montrouge) est un médecin allemand naturalisé français en 1819, considéré comme le père fondateur de la phrénologie, qui visait à déceler les facultés et les penchants des hommes par la palpation des reliefs du crâne. Selon Serge Nicolas, il fut « le premier à clairement souligner que les facultés de l’âme sont des fonctions du système nerveux central et à proposer une cartographie précise des facultés de l’âme ».

## Biographie
D'abord tenté par la prêtrise, Gall choisit finalement d'étudier la médecine et commence sa formation à l'université de Strasbourg. En 1781, il poursuit ses études à l'université de Vienne où il devient l'élève de Gerard van Swieten. Nommé professeur, il concentre ses études sur le cerveau et plus particulièrement les relations entre la matière grise et la matière blanche qui composent le cerveau.
Neuroanatomiste brillant, il inventera une méthode de dissection du cerveau qui force l'admiration d'un autre médecin et biologiste célèbre de l'époque, Pierre Flourens, pourtant grand rival des thèses de Gall. En effet, contre l'église catholique romaine qui condamne l'idée que l'esprit humain puisse avoir un ancrage matériel et contre nombre de scientifique de son époque non convaincus par ces spéculations, Gall développe une théorie localisationiste selon laquelle les facultés mentales sont liées spécifiquement à certaines parties du cerveau. Cette ambition de vouloir lier l'anatomie à la fonction au sein du cerveau en font un précurseur des neurosciences cognitives, mais c'est en tant que père d'une science nouvelle que son nom restera célèbre.
En effet, vers 1800, Gall conclut à partir de diverses observations que la morphologie du crâne refléterait certains traits de caractère. Il est ainsi frappé par le fait que ses meilleurs étudiants ont les yeux particulièrement protubérants. Gall en conclut que les déformations à la surface du crâne sont dues à la pression des organes du cerveau liés à telle ou telle faculté mentale. Ceux chez qui ces organes sont très développés présenteront donc une bosse à la surface du crâne en regard de cette région du cerveau. Ce lien direct qu'il y aurait entre facultés mentales, anatomie cérébrale et morphologie du crâne pose les fondements d'une discipline qu'il baptisa « crânioscopie » et que l'un de ses disciples, Johann Gaspar Spurzheim rebaptisa « phrénologie » en 1810.

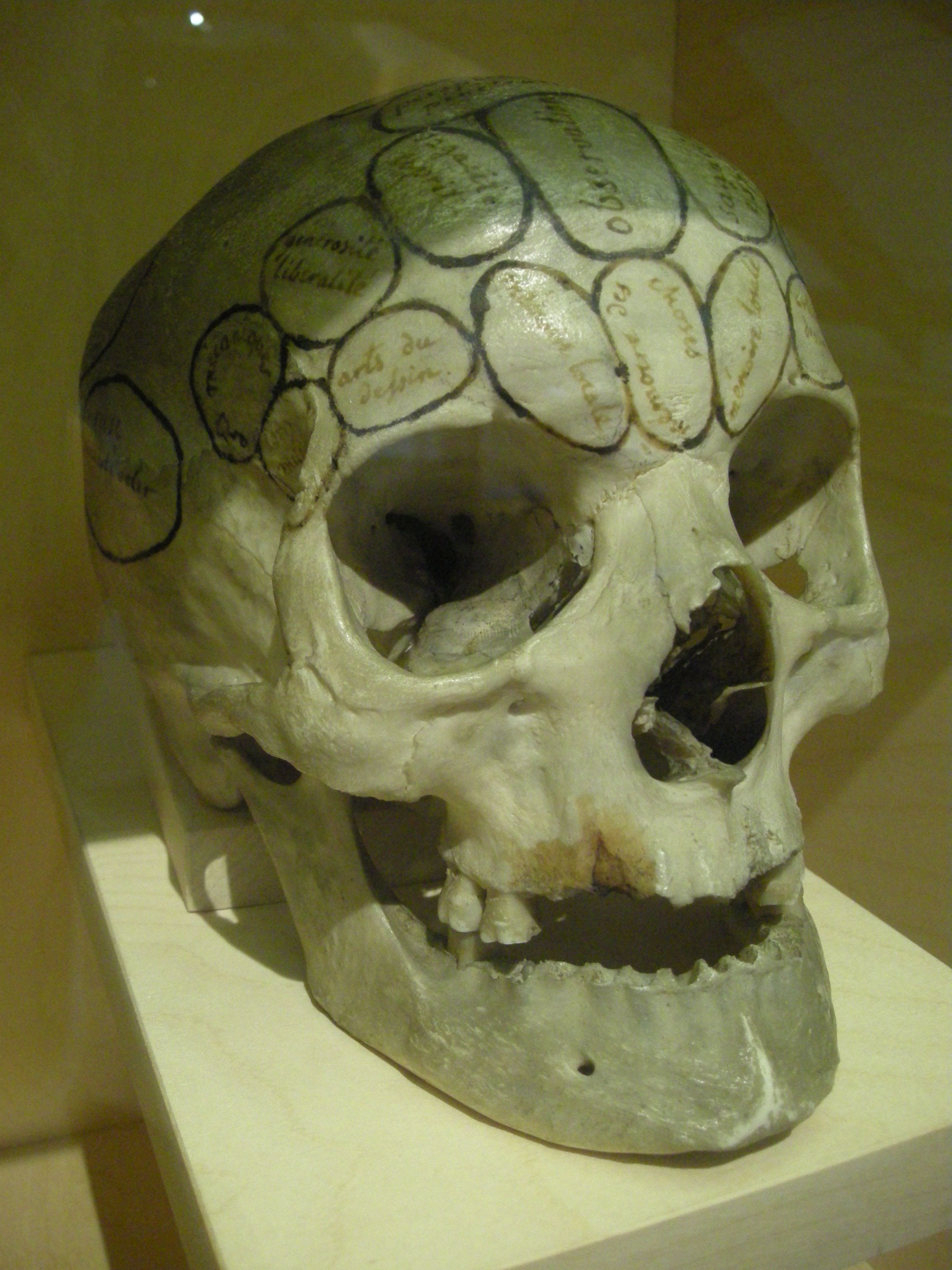
Crâne humain annoté par le pasteur Oberlin selon le système de Gall

Rapidement, Gall en vint à généraliser cette idée au point de déterminer une trentaine d'organes de ce type : organe de l'amour physique, de l'amitié, de l'esprit métaphysique, etc. Cette théorie s'est révélée erronée, mais elle fut l'une des premières à attribuer une localisation aux différentes fonctions du cerveau. Indépendamment de la question d'une justesse de la phrénologie, l'idée d'un localisationnisme cérébral restera controversée pendant quelques années, certains chercheurs partisans du « holisme cérébral », se refusaient à admettre que le cerveau puisse être séparé en unités fonctionnant séparément les unes des autres.
Contraint de quitter l'Autriche de François II, Gall s'exile en 1808 définitivement en France où ses idées révolutionnaires semblent mieux s'accorder avec le souffle politique de l'époque. Néanmoins, l'Académie des sciences condamne ses travaux pour leur manque de scientificité, ce qui n'empêche pas Gall de connaître une certaine renommée dans les milieux intellectuels parisiens. Mais c'est en Angleterre et surtout aux États-Unis que ses thèses trouveront le meilleur écho, en particulier grâce à la publicité qu'en fait Johann Gaspar Spurzheim, un assistant de longue date de Gall, mais aussi parce que ces théories y servent à justifier l'infériorité naturelle des peuples colonisés.
Le musée de l'Homme à Paris conserve encore dans ses réserves des crânes témoignant de l'engouement du XIXe siècle pour la phrénologie où des étiquettes désignent des aires cérébrales sous les termes de « Besoin inné d'être bon », « Charitable et miséricordieux », « Perception des lois de l'Harmonie », « Amour du lucre » ou encore « Besoin d'Admiration ou tendance à la Foi ». Les recherches phrénologiques de Gall ouvriront malgré tout la voie aux travaux portant sur les liens entre les aires du cerveau et les facultés mentales, en particulier à Paul Broca, qui identifiera une aire associée au langage articulé.
Franz Joseph Gall meurt en 1828 à Montrouge, 8, rue de Bagneux dans sa modeste maison de campagne où il demeurait. Il est inhumé au cimetière du Père-Lachaise.
Il ne laisse pas de fortune à sa veuve, née Marie-Anne Barbé, originaire de Nancy, qui se remarie en 1833 à Montrouge avec le médecin Fleury Imbert (d) (1795-1851).

## Œuvres et publications
- Sur les fonctions du cerveau et sur celles de chacun de ses parties..., vol. 1 : Sur l'origine des qualités morales et des facultés intellectuelles de l'homme, Paris, J.-B. Baillière, 1825 (lire en ligne)
- Sur les fonctions du cerveau et sur celles de chacun de ses parties..., vol. 3 : Influence du cerveau sur la forme du crâne, Paris, J.-B. Baillière, 1825 (lire en ligne)
- Précis du système phrénologique  (trad. de l'anglais par Docteur Valentin), Paris, Garnier, 1838 (lire en ligne)

En collaboration avec Johann Gaspar Spurzheim :
- Recherches sur le système nerveux en général, et sur celui du cerveau en particulier : mémoire présenté à l'Institut de France, le 14 mars 1808, suivi d'observations sur le rapport qui en a été fait à cette compagnie par ses commissaires, Paris, F. Schoelle et H. Nicolle, 1809 (lire en ligne)
- Anatomie et Physiologie du Système nerveux en général et du cerveau en particulier avec des observations sur la possibilité de reconnaître plusieurs dispositions intellectuelles et morales de l'homme et des animaux par la configuration de leur têtes, Paris, Schoell, 1810 (lire en ligne)5 volumes (4 volumes de texte et un atlas)
- Des dispositions innées de l'âme et de l'esprit, du matérialisme, du fatalisme et de la liberté morale, avec des réflexions sur l'éducation et sur la législation criminelle, Paris, Schoell, 1811 (lire en ligne)